# Lemula setigera
Lemula setigera är en skalbaggsart som beskrevs av Koichi Tamanuki och Mitono 1939. Lemula setigera ingår i släktet Lemula och familjen långhorningar.
Artens utbredningsområde är Taiwan. Inga underarter finns listade i Catalogue of Life.